# All My Life (2020)
All My Life (bra: Por Toda a Minha Vida) é um filme estadunidense de 2020, do gênero drama romântico, dirigido por Marc Meyers, a partir de um roteiro de Todd Rosenberg, baseado na história real de Solomon Chau e Jennifer Carter, um jovem casal que corre para organizar seu casamento depois que Solomon é diagnosticado com câncer de fígado. O filme é estrelado por Jessica Rothe, Harry Shum Jr., Kyle Allen, Chrissie Fit, Jay Pharoah, Marielle Scott, e Keala Settle.
O filme foi lançado nas salas de cinema do Reino Unido em 23 de outubro de 2020, e nas dos Estados Unidos em 4 de dezembro de 2020, pela Universal Pictures. Os críticos elogiaram os desempenhos e a química dos protagonistas, mas notaram o filme como clichê.

## Elenco
- Jessica Rothe como Jennifer "Jenn" Carter
- Harry Shum Jr. como Solomon "Sol" Chau
- Kyle Allen como Kyle Campbell, um dos melhores amigos de Sol
- Chrissie Fit como Amanda Fletcher, uma das amigas de Jenn
- Jay Pharoah como Dave Berger, um dos melhores amigos de Sol
- Marielle Scott como Megan Denhoff, uma das melhores amigas de Jenn
- Molly Hagan como Hope, Mãe de Jen
- Joseph Poliquin Brian, Paciente de Quimioterapia
- Keala Settle como Viv Lawrence, uma barista
- Michael Masini como Peter Ohl
- Greg Vrotsos como Chef Neil Snider
- Ever Carradine como Gigi Carter
- Mario Cantone como Jerome Patterson, um gerente de local de casamento
- Josh Brener como Eric Bronitt
- Anjali Bhimani como Mina White
- Jon Rudnitsky como Chris, um barman
- Dan Butler como Dr. Alan Mendelson
- Lulu Cheri como Prep Chef

## Lançamento
All My Life foi lançado nas salas de cinema dos Estados Unidos em 4 de dezembro de 2020, pela Universal Pictures, seguido por um lançamento em vídeo sob demanda em 23 de dezembro. Foi lançado no Reino Unido em 23 de outubro de 2020.

## Recepção

### Bilheteria e vídeo sob demanda
O filme arrecadou 370 315 dólares em 970 salas de cinema em seu fim de semana de estreia, terminando em quarto lugar nas bilheterias. Em seu segundo fim de semana, caiu 42% para 215 mil dólares. Ao ser lançado em plataformas de aluguel digital, o filme foi o oitavo título mais alugado no FandangoNow.

### Resposta da crítica
No site agregador de críticas Rotten Tomatoes, 57% das 47 resenhas dos críticos são positivas, com uma classificação média de 5,1/10. O consenso do site diz: "All My Life se beneficia de alguma química real entre seus protagonistas, mesmo que seja prejudicado por uma dependência agressiva de sentimentalismo emocionante." O Metacritic, que usa uma média ponderada, atribuiu ao filme uma pontuação de 39 em 100, baseado em 9 críticos, indicando críticas "geralmente desfavoráveis". O público pesquisado pelo CinemaScore deu ao filme uma nota média de "B+" em uma escala de A+ a F, enquanto o PostTrak relatou que 72% dos membros do público deram ao filme uma pontuação positiva, com 51% dizendo que definitivamente o recomendariam.